# 豆盧毓
豆盧毓（577年—604年），隋朝軍事人物，表字道生，昌黎郡徒河县人，豆盧勣之子。
隋朝漢王楊諒出镇并州，豆盧毓作为漢王妃之兄，担任漢王府主簿。他在趙仲卿属下攻打突厥，因功改任儀同三司。
604年，隋文帝楊堅驾崩，隋煬帝即位，召楊諒入朝。楊諒听从諮議参軍王頍、蕭摩訶的计划，起兵叛乱反隋炀帝。豆盧毓苦苦劝諫，楊諒不听。于是联络兄长豆盧賢，豆盧賢向煬帝解释豆盧毓可作为内应。楊諒从并州兵出介州，派豆盧毓和总管属朱濤留守并州。豆盧毓请求朱濤帮助他平叛，朱濤拒絶，豆盧毓于是杀害朱濤。楊諒司馬皇甫誕因为劝諫楊諒被下狱，豆盧毓帮助皇甫誕出獄，于是他们会同宿勤武、宇文永昌、成端、長孫愷、元世雅、皇甫文顥，关闭并州城门拒绝楊諒进入。城内部署还没有全部完成，有人向楊諒告发，楊諒于是返回头攻打并州城。豆盧毓听说楊諒大军回来，对人说是盗賊的軍队。楊諒攻城南門，豆盧毓派遣稽胡兵守城。稽胡兵不认识楊諒，射箭矢如雨下。楊諒攻打西門，守兵都是并州人，认识楊諒，将他開門迎入。豆盧毓于是被殺害，享年二十八岁。
平定楊諒之乱，煬帝追贈豆盧毓为大将軍，追封正義县公。谥号愍。
其子豆盧願師嗣爵，大業末年担任千牛左右。

## 延伸阅读
[在维基数据编辑]
 《隋書·卷39》，出自魏徵《隋书》